# Renzo Davoli
Renzo Davoli (Bologna, 19 febbraio 1964) è un informatico e hacker italiano.
È tra i principali esponenti del software libero in Italia.

## Biografia
Professore associato di informatica all'Università di Bologna, dove insegna Sistemi Operativi e Progettazione di Sistemi Operativi,
è stato anche direttore scientifico del Master in Scienze e Tecnologie del software libero, attivo nello stesso ateneo negli anni accademici dal 2004-2005 al 2011-2012.
La sua attività di ricerca è incentrata sui sistemi virtuali (macchine e reti), privacy nei protocolli di comunicazione, sistemi di simulazione per la didattica dei sistemi operativi. Coordina le reti e i sistemi del Dipartimento di Scienze dell'Informazione nell'ateneo.

### Software libero

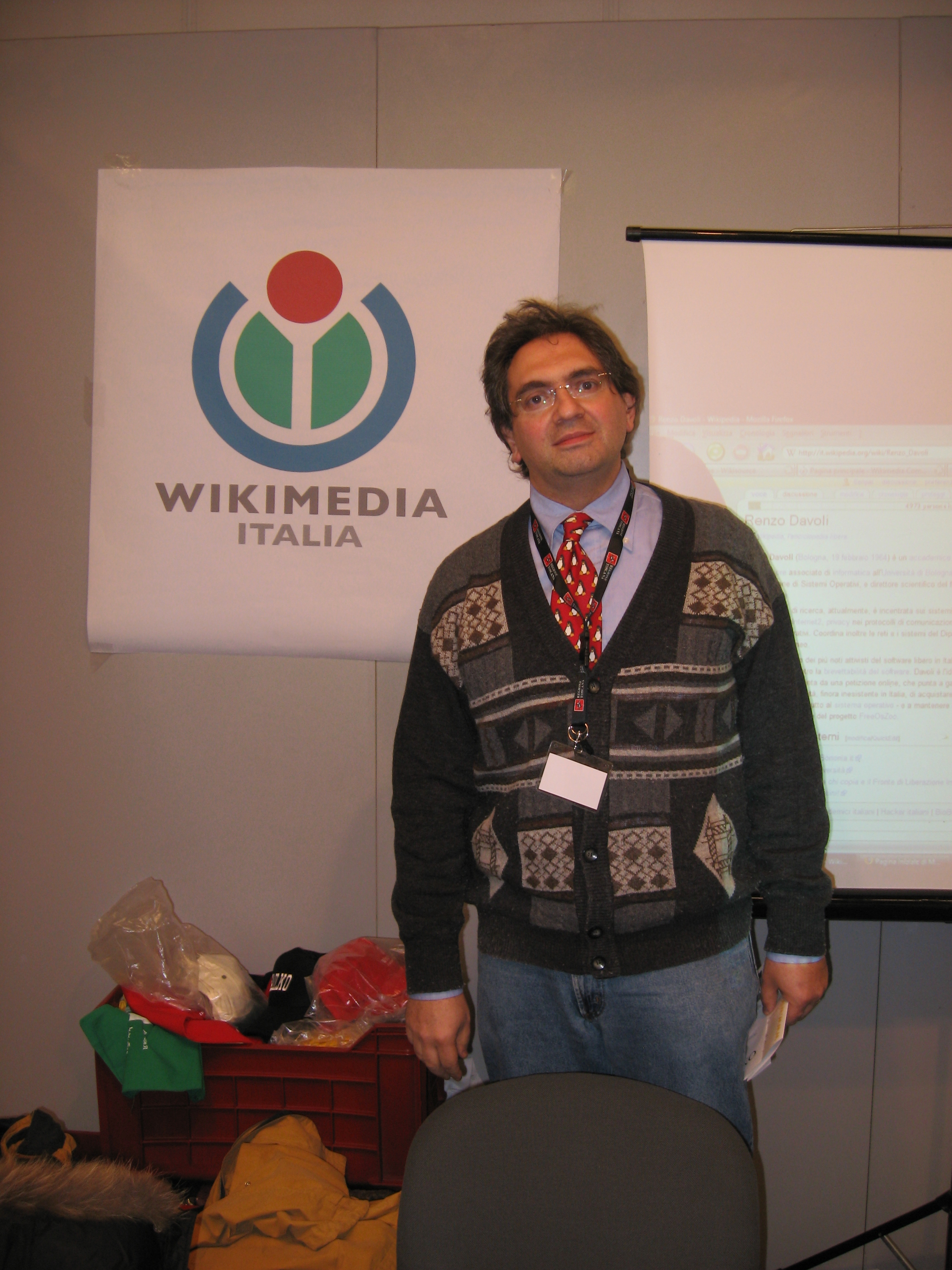
Renzo Davoli allo stand di Wikimedia Italia, al Festival della Creatività a Firenze nel 2007

È un hacker e tra i principali attivisti del software libero in Italia; la sua divulgazione verte principalmente contro la brevettabilità del software.
È stato membro del comitato scientifico di diverse edizioni della Conferenza Italiana sul Software Libero.
Nel 2007 criticò pubblicamente, definendola censoria ed antidemocratica, la scelta dell'università di Bologna di bloccare l'accesso ad un sito web satirico che prendeva di mira il sistema dei crediti formativi universitari; nella rete universitaria il sito, insieme ad altri che, sebbene estranei, erano ospitati dallo stesso fornitore, furono infatti oscurati dando notizia di un attacco informatico di tipo phishing.
Nel giugno 2010 è stato eletto presidente dell'Associazione per il software libero (AsSoLi), che ha come obiettivi principali la diffusione del software libero in Italia ed una corretta informazione sull'argomento.

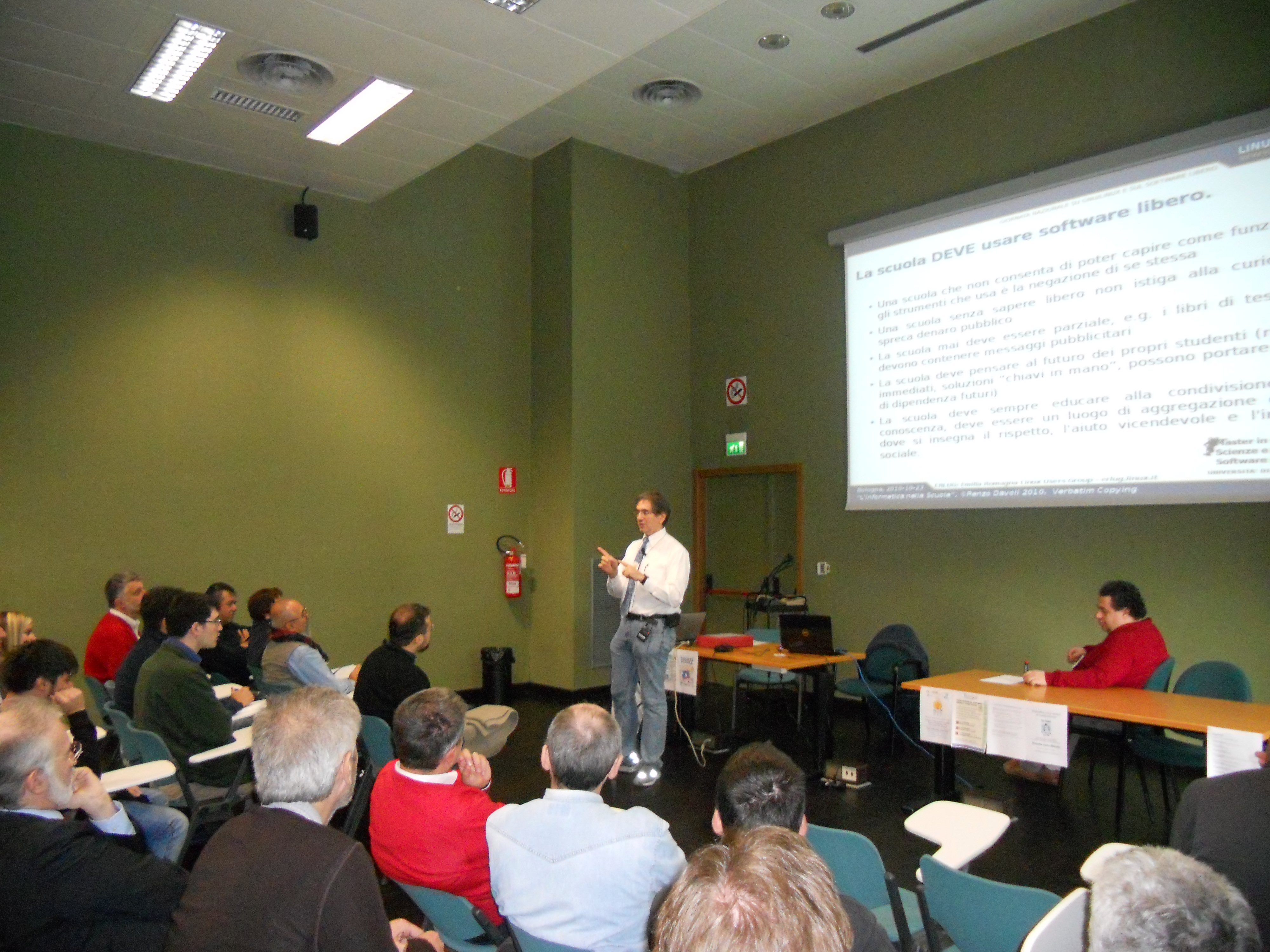
Renzo Davoli al Linux Day del 2010, organizzato dall'Emilia Romagna Linux User Group presso il centro congressi dell'Area Territoriale di Ricerca di Bologna del CNR.

Nel 2012 Davoli ha aspramente contestato la scelta delle domande di informatica per il concorso bandito lo stesso anno dal Ministero dell'istruzione per l'assunzione di docenti nella scuola primaria e secondaria, criticando la superficialità dei quesiti e la loro mancanza di neutralità tecnologica, in particolare penalizzando il software libero..
In qualità di presidente di AsSoLi, ha poi indirizzato all'allora ministro Francesco Profumo una lettera aperta di diffida e istanza
sottoscritta da decine
di associazioni italiane ed europee attive nella difesa del software libero e della cultura libera
.
Davoli è stato promulgatore di una proposta di liberalizzazione, spinta da una petizione online nel 2007, che puntava a garantire a chi acquistasse un personal computer la possibilità di acquistare il solo hardware rinunciando al software preinstallato - soprattutto al sistema operativo - e a mantenere distinti i prezzi dei due componenti. la campagna, chiamata Libera software, ha raccolto circa 12.000 firme.
È stato inoltre il creatore

del progetto "Free Os Zoo", una collezione di macchine virtuali QEMU di sistemi operativi liberi pronte per essere scaricate ed eseguite o collaudate in diretta tramite browser.
Fra le oltre settanta immagini vi sono alcune distribuzioni delle famiglie GNU/Linux e BSD, MINIX o ReactOS.